# 이즈모 (열차)
선라이즈 이즈모(일본어: サンライズ出雲:さんらいずいずも)는 일본 도쿄역 ~ 이즈모시역 간을 도카이도 본선, 산요 본선, 하쿠비 선, 산인 본선을 사용하여 운행하는 서일본여객철도와 도카이여객철도의 침대특급 열차이다.

## 개요
선라이즈 이즈모는 1988년 7월에 당시 14계 객차(일명 "블루 트레인"(ブルートレイン))로 운행되고 있었던 침대특급 "이즈모"(出雲:いずも) 2,3호를 대체하기 위해 285계 전동차를 투입하여 운행하기 시작했다. 이즈모 2,3호가 운행하던 시절에는 전 구간 단독 운전을 했으나, 현재는 도쿄역 ~ 오카야마역 간에서 선라이즈 세토와 병결 운전을 하고 있다.
선라이즈 세토가 개업한 이후에도 2006년 3월 17일(시발역 출발 날짜 기준)까지는 동일본여객철도(JR 동일본)의 차량으로 운행하는 "이즈모"(구. 1,4호, 돗토리역 경유)가 다른 계통으로 계속 운행되고 있었지만 이용객이 감소하고 차량의 노후화도 진행되어 그 날 부로 폐지되었다. 이에 돗토리현은 폐지에 대해 현청 소재지인 돗토리역 ~ 도쿄역까지 직통하는 열차의 소멸을 이유로 반대했다(관련 일본어 위키뉴스 기사). 덧붙여, 폐지 이후 침대열차가 정차하는 돗토리 현 소재의 역은 선라이즈 이즈모의 요나고역이 유일하게 되었다.
또한 도카이도 본선 전선에 걸쳐 운행되는 유일한 여객열차이기도 하다.
2016년 3월 21일(종점 도착일 기준) 부로 임시침대특급 카시오페아가 운행을 종료하고, 다음날인 22일(종점 도착일 기준) 부로 급행 하마나스도 운행을 종료하여, 그 다음날인 3월 23일부터 선라이즈 세토와 함께 JR선을 주행하는 유일한 정기 운행을 하는 침대특급 열차이자 야간 열차이다.
2015년 3월 다이어그램 개정 전부터 일본어와 영어의 2개 국어로 차내 자동 방송이 이루어지고 있다. JR 서일본의 재래선 특급열차로는 본 열차와 하루카, 선라이즈 세토, 썬더버드의 일부에서만 실시하고, 침대특급 열차로의 도입은 카시오페아에 이어 2번째이다.

### 열차명의 유래
"이즈모"라는 명칭은 종점인 이즈모시 역이 있는 시마네현 동부 지방의 옛 국명인 이즈모국에서 유래했다. 2006년 이전에 이즈모와 선라이즈 이즈모 모두 1일 1왕복씩 운행했을 때, 이즈모와 구별하기 위해 "선라이즈 익스프레스"(サンライズエクスプレス)에서 "선라이즈"(サンライズ)를 따왔다.

## 운행

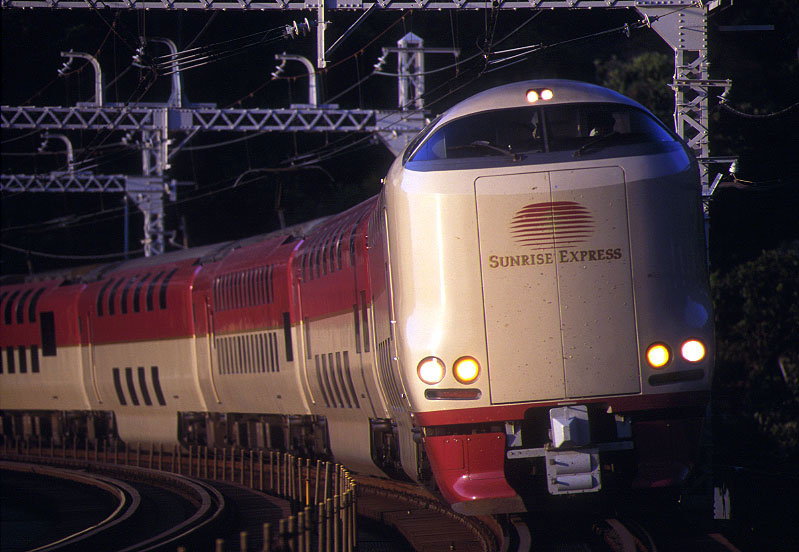
도카이도 본선을 주행하고 있는 선라이즈 세토•이즈모.

하쿠비 선을 통해 수도권과 오카야마현 및 돗토리현 서부 지역과 시마네현 동부 지역을 잇는 열차이며, 도쿄역 ~ 이즈모시역 간을 약 12시간에 걸쳐 1일 1왕복으로 운행하고 있다. 도쿄역 ~ 오카야마역 구간은 선라이즈 세토와 병결 운행한다.
열차 번호는 구간에 따라 바뀌며, 도쿄역 ~ 오카야마 역 구간은 하행 5031M, 상행 5032M(선라이즈 세토도 마찬가지)이지만, 오카야마 역 ~ 이즈모시 역 구간은 하행 4031M, 상행 4032M이다.

### 사용 노선
- JR 동일본: 도카이도 본선
- JR 도카이: 도카이도 본선
- JR 서일본: 도카이도 본선, 산요 본선, 하쿠비 선, 산인 본선

### 정차역
도쿄역 - 요코하마역 - 아타미역 - 누마즈역 - 후지역 - 시즈오카역 - (하마마쓰역) - <오사카역> - <산노미야역> - 히메지역 - 오카야마역 - 오카야마역 - 구라시키역 - 빗추타카하시역 - 니미역 - 요나고역 - 야스기역 - 마쓰에역 - 신지역 - 이즈모시역
- ( ) 안은 하행 열차만 정차하는 역이며, < > 안은 상행 열차만 정차하는 역이다. 일반적으로 상행 열차는 오다와라역 ~ 지가사키역 간은 도카이도 화물선을 주행하는데, 상당한 지연이 발생했을 경우 지가사키역 ~ 쓰루미역 구간도 도카이도 화물선으로 주행하고 쓰루미 역 ~ 시나가와역 구간은 힌카쿠 선(요코스카 선)을 주행하여 시나가와 역에서 운행을 중단한다. 이는 아침 러시아워의 도카이도 선 보통열차의 지연 등을 최소화하기 위함이며, 그러한 경우 요코하마 역에 정차하지 않으므로 대신 오다와라역에 잠시 정차한다.
- 상하행 열차 모두 도요하시역, 마이바라역에, 하행 열차는 기후역, 오사카역, 가미와미 역, 에비역에, 상행 열차는 다마쓰쿠리온센역, 이야역, 호키미조구치역, 니자토역, 누노하라역, 나고야역, 하마마쓰역에 운전정차한다.

### 사용 차량 및 편성
서일본여객철도(JR 서일본)의 고토 종합차량소와 도카이여객철도(JR 도카이)의 오오가키 차량구 소속의 285계 전동차를 사용하고 있다. 7량 편성으로 개인실 A침대 싱글 디럭스, 개인실 B침대 선라이즈 트윈, 싱글 트윈, 싱글, 솔로, 보통칸 지정석 노비노비 좌석으로 구성되어 있다. 또한 3호차와 10호차에는 미니 살롱이 설치되어 있다.
도쿄역 ~ 오카야마 역 간은 선라이즈 이즈모와 선라이즈 세토를 병결하여 오카야마 역에서 연결을 해제한다. 차량의 운용은 일순하게 짜여 있다: 선라이즈 이즈모 도쿄행 → 선라이즈 세토 다카마쓰 행 → 선라이즈 세토 도쿄행 → 선라이즈 이즈모 이즈모시행의 순서로 운용되고 있다. 이러한 운용 형태는 1994년 ~ 1999년의 사쿠라, 2005년 ~ 2009년까지의 하야부사, 후지에서도 볼 수 있었다.
샤워실은 3호차, 4호차, 10호차, 11호차에 있으며 샤워 카드로 6분간 물을 이용할 수 있다. 이 중 4호차, 11호차는 개인실 A침대 이용객 전용이다. 개인실 A침대 이용객은 차장이 배포하는 무료 샤워 카드로 이용할 수 있지만, 개인실 B침대 및 노비노비 좌석 이용객은 3호차, 10호차에 있는 판매기에서 320엔의 샤워카드를 구입하여야 한다.

### 담당 승무원
기관사, 차장 모두 동일본여객철도(JR 동일본), 도카이여객철도(JR 도카이), 서일본여객철도(JR 서일본)가 자사 구간만을 담당하기 때문에 아타미역, 마이바라역 등에서 교대가 이루어진다. 자세한 내용은 아래와 같다:
- 도쿄역 ~ 아타미역 - 도쿄 차장구
- 아타미 역 ~ 하마마쓰역 - 시즈오카 운수구(상행), 하마마쓰 운수구(하행)
- 하마마쓰 역 ~ 마이바라역 - 나고야 운수구
- 마이바라 역 ~ 히메지역 - 오사카 차장구
- 히메지 역 ~ 오카야마역 - 오카야마 차장구
- 오카야마 역 ~ 이즈모시역 - 요나고 차장구

## 수도권 ~ 산인 지방 우등 열차 "이즈모"

### 개요

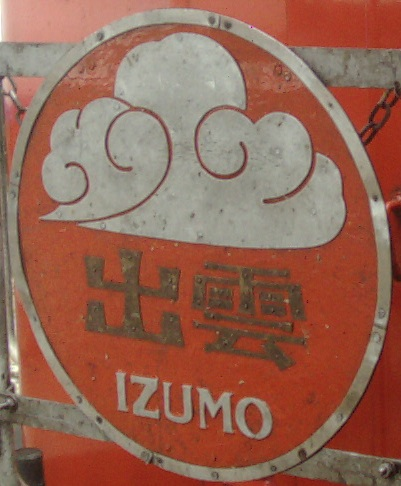
"이즈모"의 헤드마크.

이즈모(일본어: 出雲)는 1928년 12월에 오사카역 ~ 하마다역 • 요나고역 간(후쿠치야마 선, 산인 본선 경유)에서 운행하였던 준급 열차(현재의 쾌속 열차에 해당)가 그 시초로, 1935년 3월에 급행 열차로 격상되어 이즈모이마이치 역(현 이즈모시역)에서 다이샤 선에 직통하여, 오사카 역 ~ 다이샤 역 간을 운행하였다.
1943년에는 태평양 전쟁으로 인해 폐지되었다가 1947년에 준급열차로 부활하고, 1951년에 다시 급행으로 격상하였으며, "이즈모"(いずも)라는 열차명도 부여되었으며, 편성의 일부가 오사카 역에서 도쿄역 ~ 우노 역 간을 운행하는 급행 "세토"(せと)와 병결하여 도쿄역까지 운행했다. 또한 오사카 역에서 하마다 역 발착 편성의 연결도 이루어졌으나 이즈모시역 ~ 하마다 역 간은 쾌속열차로 운행하게 되었다.
1956년에는 히라가나 표기인 "いずも"(이즈모)에서 한자 표기인 "出雲"(이즈모)로 개칭되었으며, 세토와의 병결도 폐지되었다. 따라서 도쿄역 ~ 다이샤 역 간을 단독 운행하게 되었다. 1961년 10월에는 교토 역 ~ 후쿠치야마 역 간을 산인 본선 경유로 변경하고 기존의 게이한신과 산인 지방을 잇는 열차의 역할을 버리고 도쿄와 산인 지방을 잇는 열차로서의 성격을 강화하였다. 1972년 3월에는 특급 열차로 격상하여 도쿄역 ~ 하마다 역 간을 운행하게 되었다.
1975년 3월, 급행 "긴가"(銀河)를 격상하여 운행 계통을 정리하고 도쿄역 ~ 요나고역 간에 특급 "이나바"(いなば)의 운행을 개시했으며, 3년 뒤인 1978년 10월에는 이즈모시 억 발착으로 변경되었다가 후에 "이즈모"와 통합되어, "이즈모"는 1일 2왕복 운행 체제가 되었다.
1988년 7월, 1왕복에 285계가 투입된 "선라이즈 이즈모"가 하쿠비 선을 통해 개통했다. 그러나 "이즈모"는 산인 본선을 통해 계속 운행하고 있었다가 2006년 3월에 차량의 노후화와 이용객 감소로 인해 "이즈모"는 폐지되었다.
2006년 3월 폐지 시점에는 정차역, 차량 성능 등의 차이로 도쿄역에서 먼저 출발하는 이즈모가 뒤에 출발하는 선라이즈 이즈모보다 종점 이즈모시 역에 더 나중에 도착한다. 즉, 중간에 이즈모는 선라이즈 이즈모한테 추월당하는 것이다. 단, 상행 열차의 경우 30분 먼저 이즈모시 역을 출발하는 이즈모가 종점 도쿄역에도 더 빨리 도착한다. 열차 번호는 하행이 3열차, 상행이 4열차였다. 단, 2006년 3월 17일의 마지막 열차는 임시열차 취급되어 하행이 9003열차, 상행이 9004열차가 되었다. 다이어그램 혼란이 발생한 경우 하행 열차가 교토역 ~ 후쿠치야마역 간을 후쿠치야마 선으로 우회하여 운행하기도 한다. 이 경우 아야베 역을 거치지 않고 후쿠치야마 역 이후 구간의 역들에 상당히 늦게 도착하기도 했다.
2006년 "이즈모"가 폐지되면서 도쿄역을 발착하는 단독 운전 형태의 침대 특급열차, 식당차인 오시(オシ) 24형이 딸려있는 편성의 정기열차, EF65형 전기기관차가 침대특급을 견인하는 모습 등은 사라졌다.

## 등장하는 주요 작품

### 소설
- 니시무라 교타로 트래블 미스터리 - ＜침대특급 8분 정차＞(寝台特急八分停車)에서는 이즈모가, 2008년 9월 27일 방송된 ＜산요 - 도카이도 연쇄 살인 루트＞(山陽-東海道連続殺人ルート)에서는 선라이즈 이즈모가 각각 무대가 되었다.
- 마쓰모토 세이초 ＜모래그릇＞(砂の器) - 영화판에서는 "마쓰카제"(まつかぜ)였다.
- 아유카와 데쓰야 ＜급행 이즈모＞(急行出雲) - 1960년에 발표한 작품을 위해 운행 구간이 도쿄역 ~ 다이샤 역 • 하마다 역이었던 시절.
- 니시무라 교타로 ＜야행열차 살인 사건＞(夜行列車殺人事件)
- 니시무라 교타로 ＜침대특급 8분 정차＞(寝台特急八分停車)

### 만화
- 다카하라 엔슈, 나가마쓰 기요시 저 ＜데쓰본＞(テツぼん) 83화 "그래, 이즈모로 가자"(そうだ、出雲へ行こう)
- 고바야시 리쓰 원작, 이가라시 아구리 작화 ＜시노하유 the dawn age＞(シノハユ the dawn age) 11화 "유행④"(はやり④)

## 같이 보기
- 세토 (열차)
- 침대차